# くいな橋駅
くいな橋駅（くいなばしえき）は、京都府京都市伏見区竹田中島町にある、京都市営地下鉄烏丸線の駅。駅番号はK14。

## 歴史
烏丸線の計画当初の免許および工事施行認可においては、人口希薄であることや駅に適した勾配を確保することが難しいといった理由から、同駅を設置する予定はなかった。しかし、十条駅 - 竹田駅間は駅間距離が1.9 kmと長く、京都府道201号中山稲荷線と交差することなどから、地元から駅設置の強い要望が出された。1982年3月13日には、京都市会で「地下鉄竹田久保町の設置」についての請願が採択され、同年には龍谷大学からも駅設置の要望書が提出された。そのため、1982年8月に新駅設置の工事変更申請が行われ、同年12月に認可された。
工事中は、「鴨川駅」という仮称で呼ばれていたが、駅位置がわかりにくいという意見があり、この区間に新設される駅で唯一駅名の公募が行われた。1987年6月から7月にかけて3,152件の応募を受けた結果、1位「久保町」（286件）、2位「水鶏橋」（188件）、3位「鴨川」（181件）などがあり、駅名としての由緒や語呂の良さなどが考慮され、付近にかかる「水鶏橋」（くいなばし）に因んだ駅名が採用された（水鶏は鳥の一種）。

### 年表
- 1988年（昭和63年）6月11日：京都市営地下鉄烏丸線の京都 - 竹田間延伸開通に伴い開業する[3][4]。
- 2007年（平成19年）4月1日：ICカード「PiTaPa」の利用が可能となる[3]。

## 駅構造
島式ホーム1面2線を有する地下駅。改札口は1箇所のみ。トイレは改札内にある。

### のりば
| のりば | 路線   | 方向 | 行先                       |
| ------ | ------ | ---- | -------------------------- |
| 1      | 烏丸線 | 下り | 竹田・新田辺・近鉄奈良方面 |
| 2      | 烏丸線 | 上り | 京都・四条・国際会館方面   |

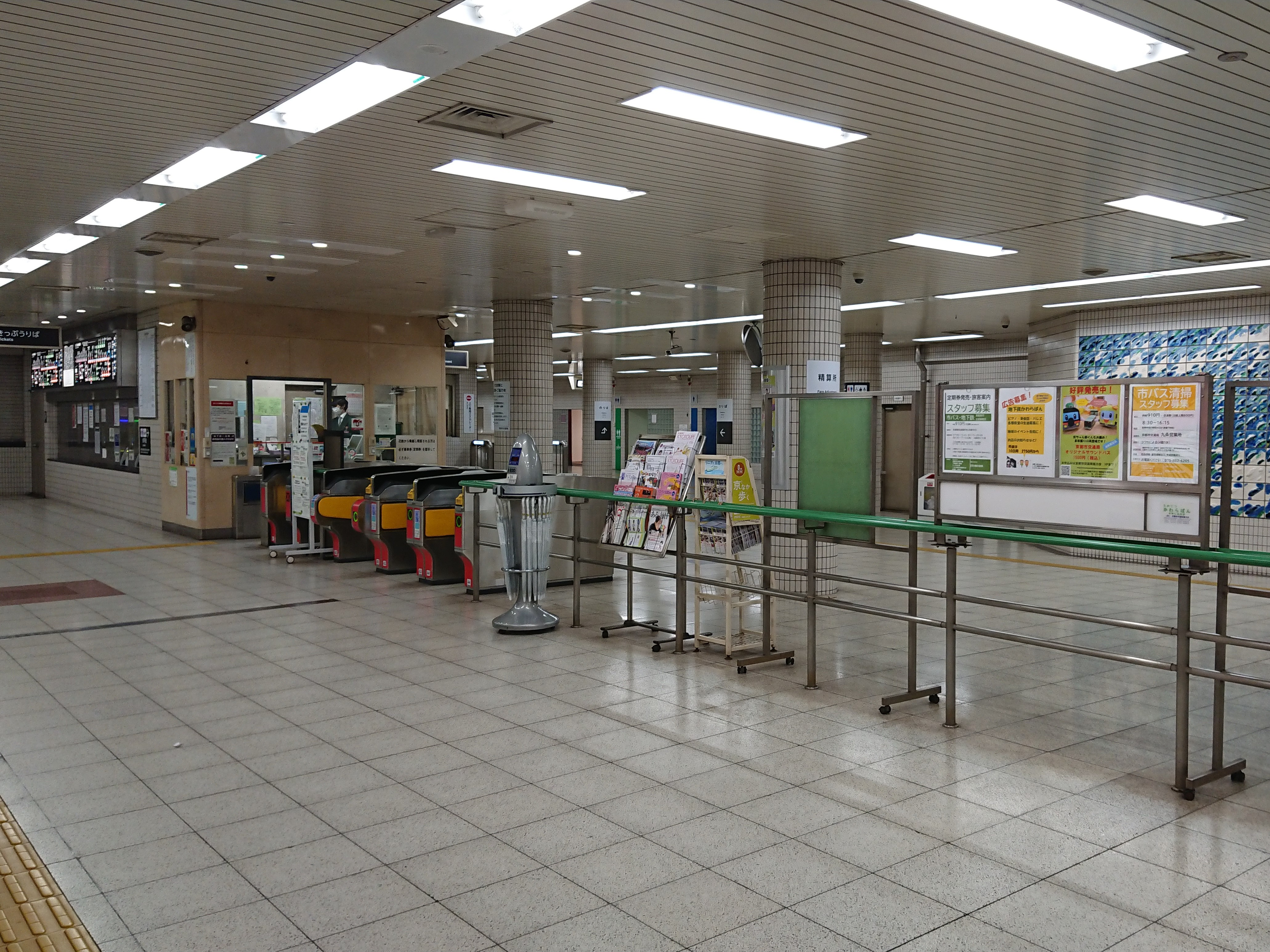
コンコース（2021年1月）
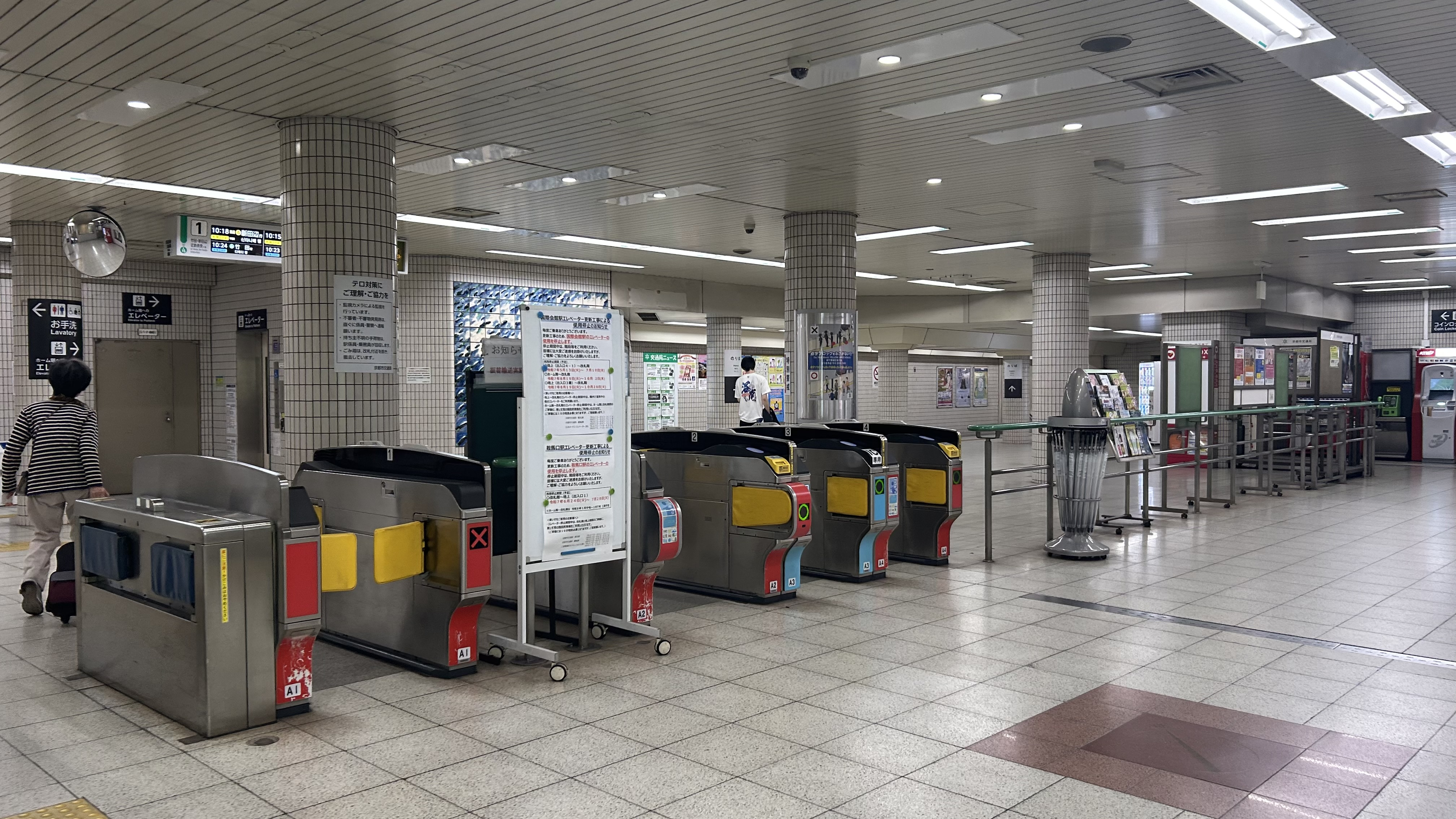
改札口
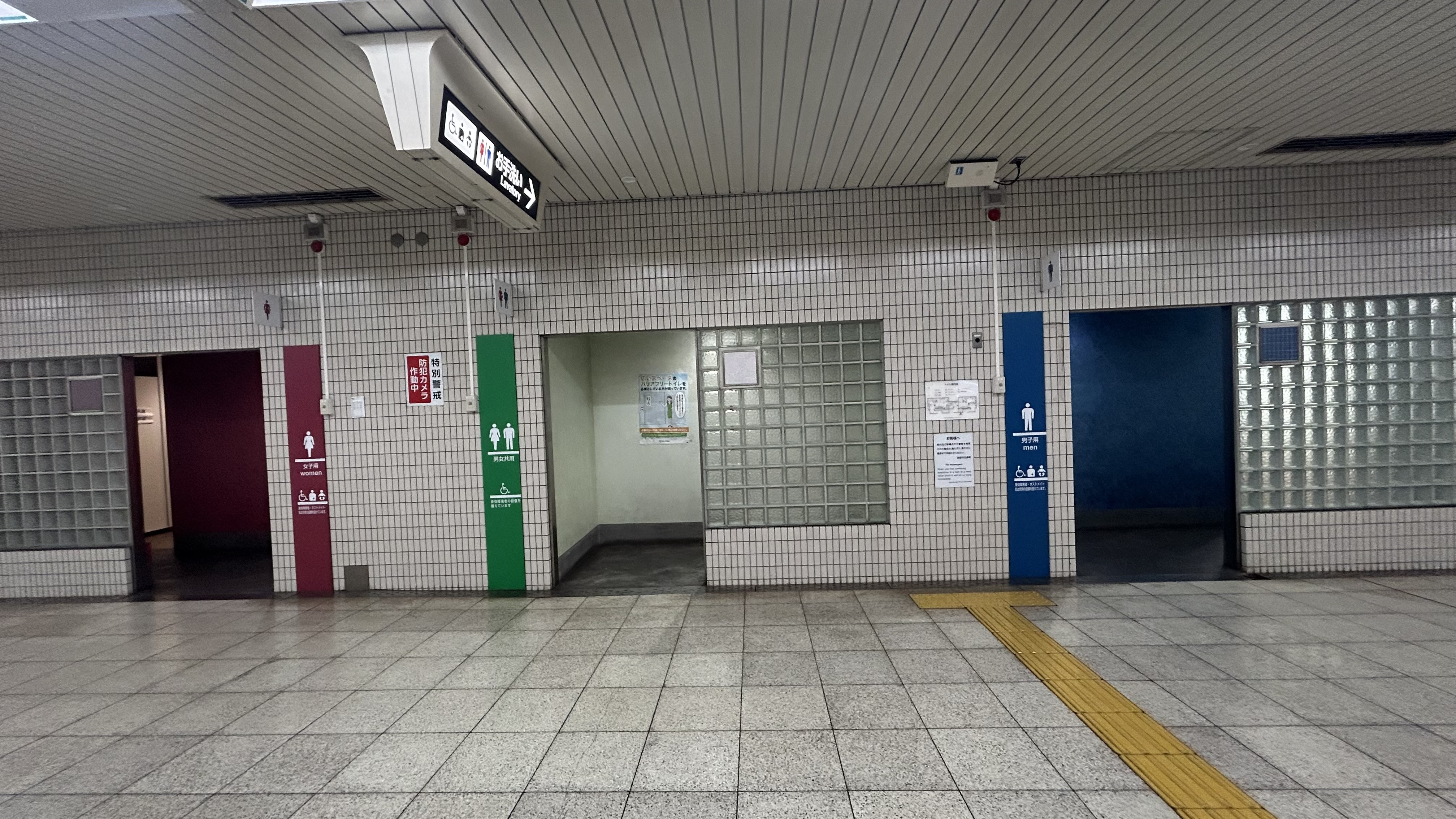
トイレ
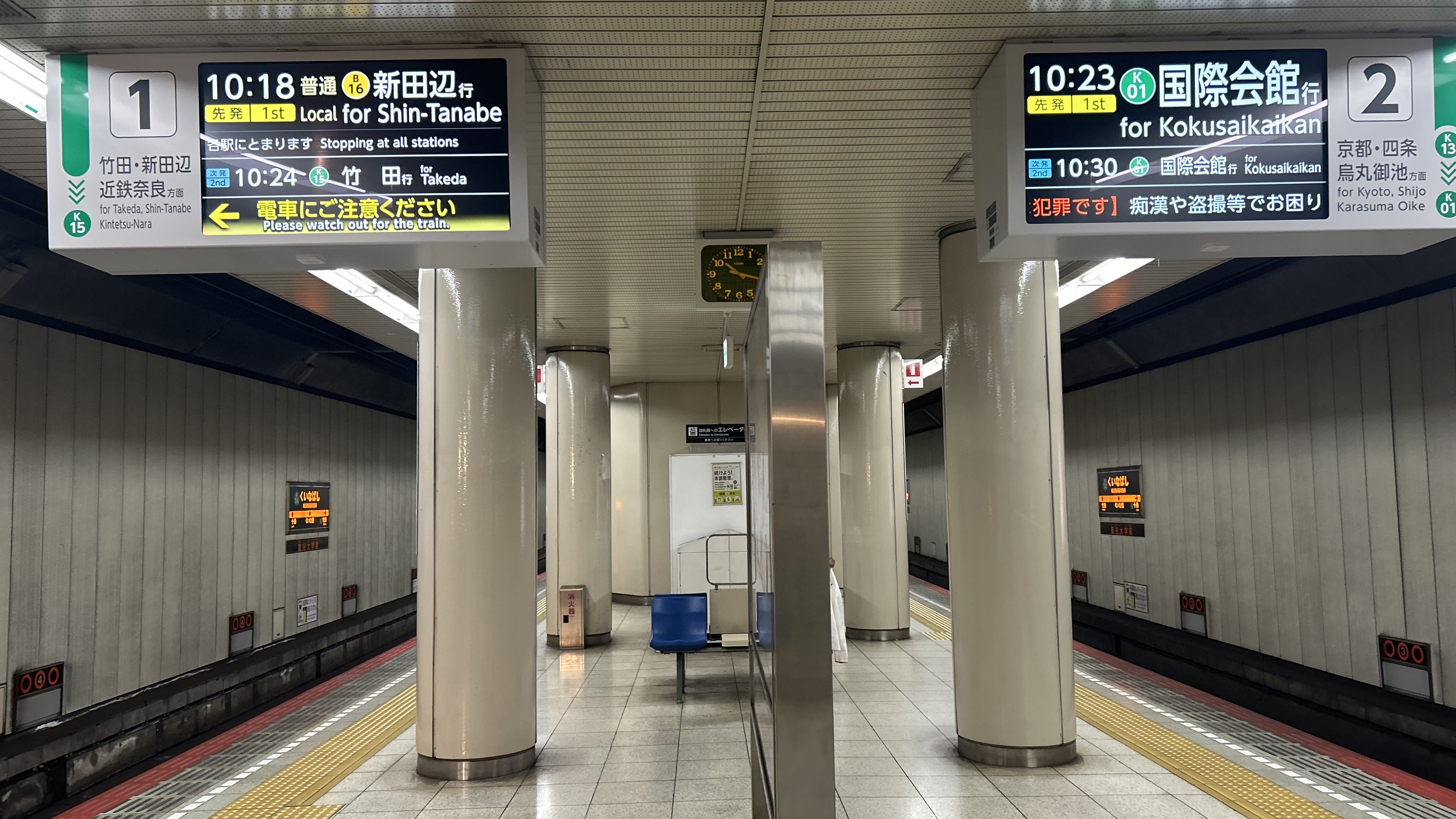
ホーム
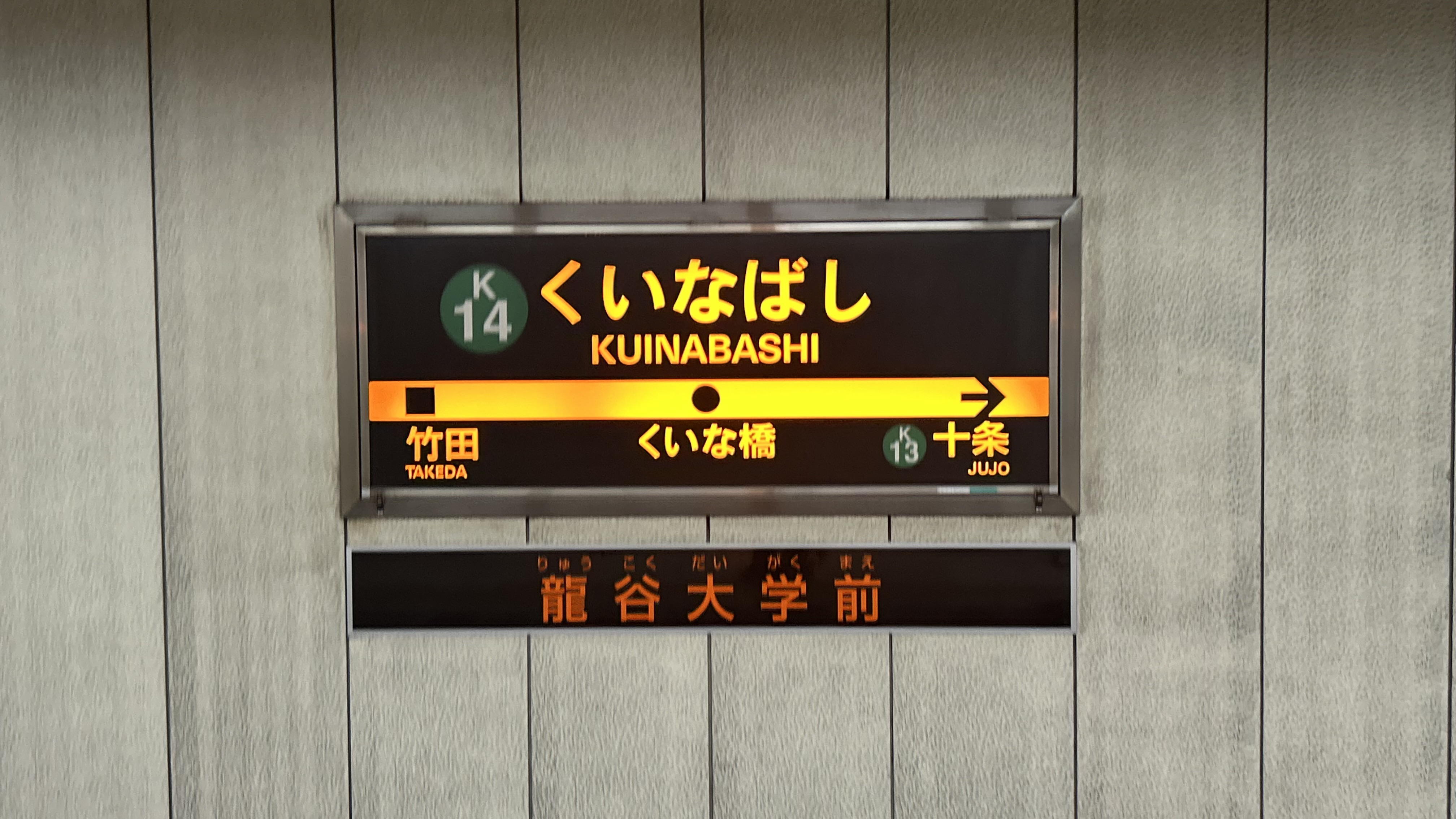
駅名標

### 出入口
| 出口番号 | 方角 | 出口周辺                                             | 接続改札 | 備考             |
| -------- | ---- | ---------------------------------------------------- | -------- | ---------------- |
| 2        | -    | 竹田公園                                             | 改札口   |                  |
| 1        | -    | 京都拘置所・龍谷大学・京都府警察学校・近鉄上鳥羽口駅 | 改札口   | エレベーターあり |

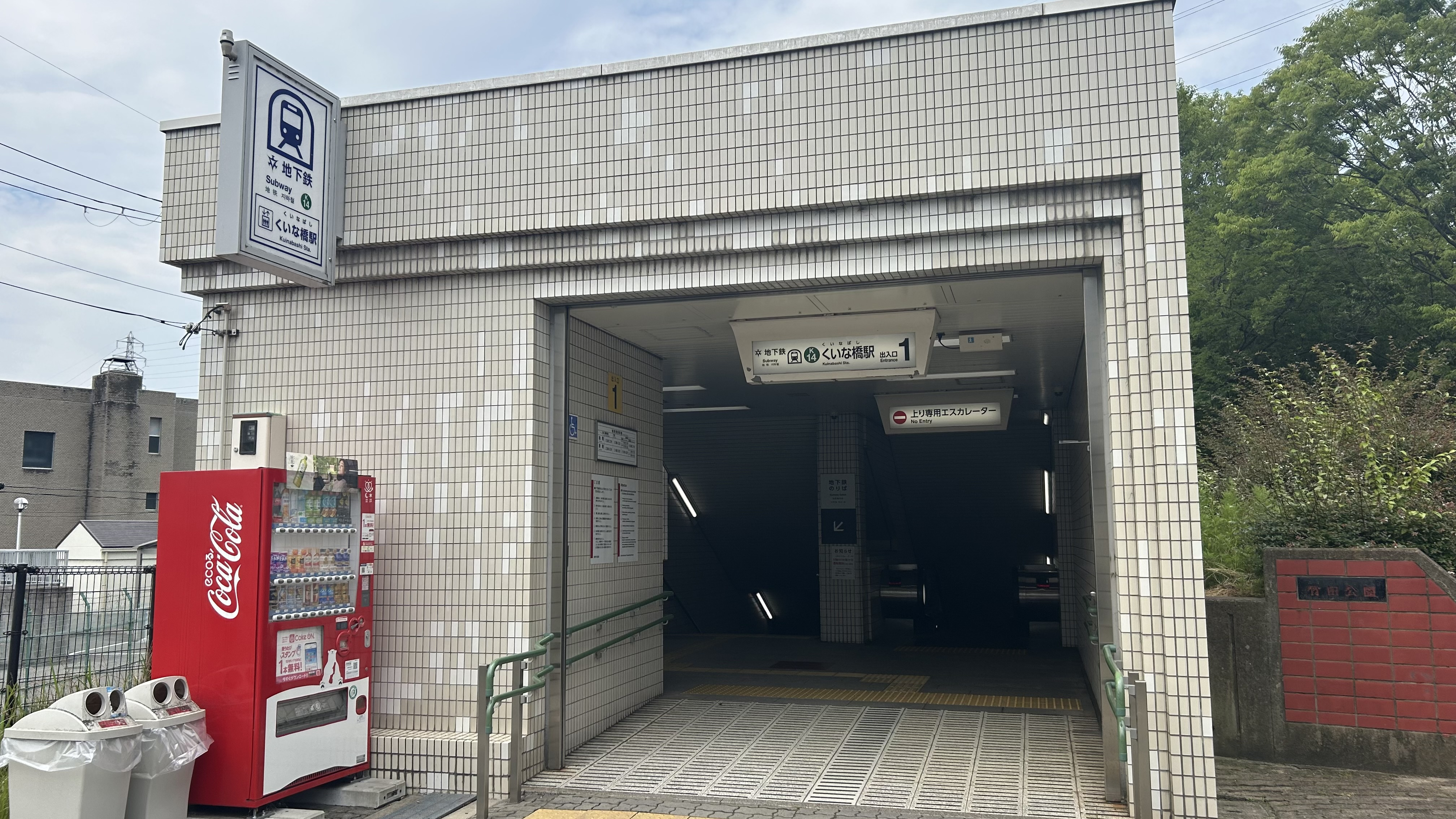
1番出入口
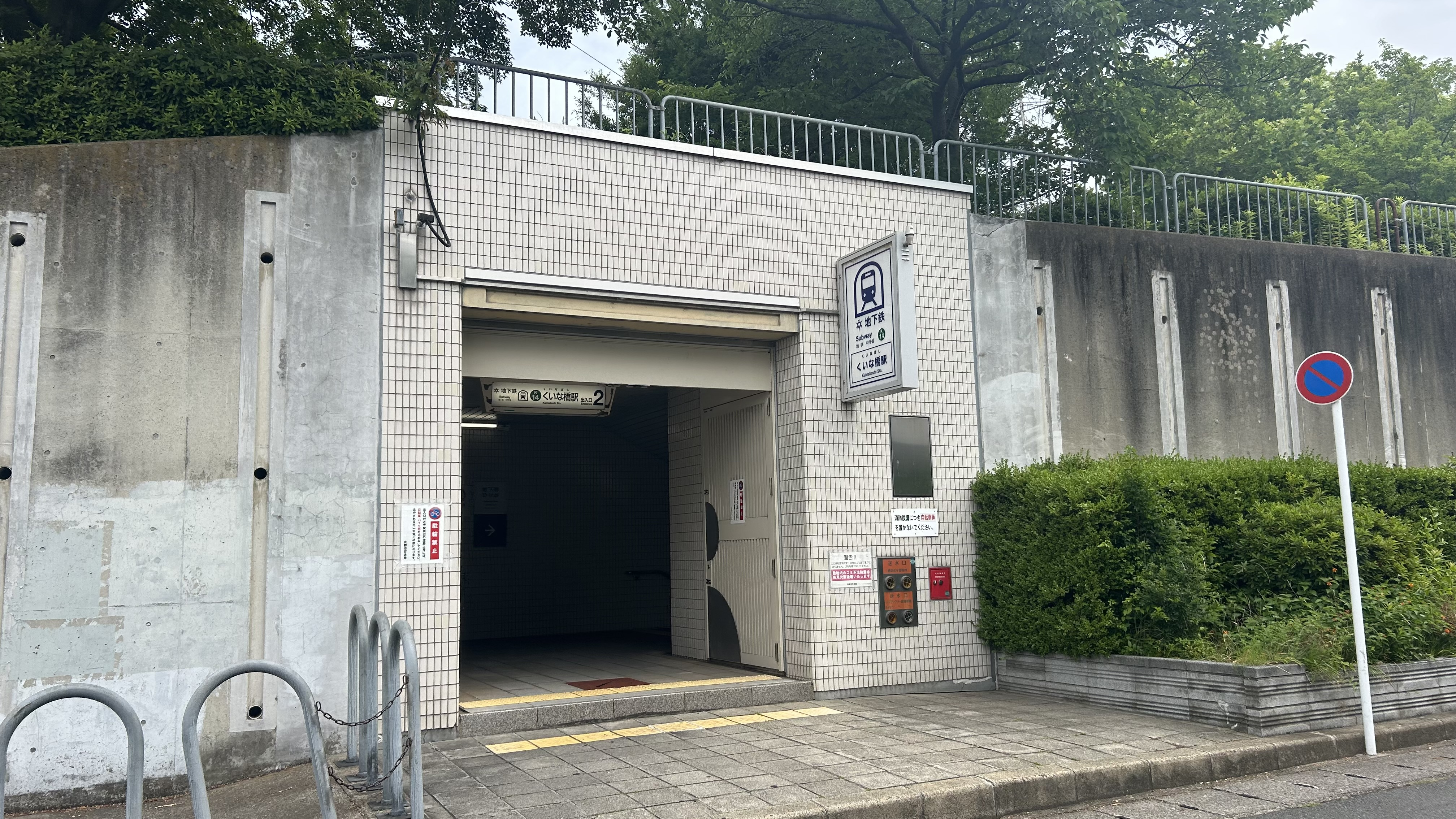
2番出入口

## 利用状況
2024年（令和6年）度の1日平均の乗降人員は6,377人である。
各年度の1日平均乗車・乗降人員数は下表のとおり。
| 年度               | 1日平均 乗降人員 | 1日平均 乗車人員 | 出典   |
| ------------------ | ---------------- | ---------------- | ------ |
| 1998年（平成10年） |                  | 2,509            | [ 8 ]  |
| 1999年（平成11年） | 5,037            | 2,550            | [ 9 ]  |
| 2000年（平成12年） | 4,905            | 2,473            | [ 10 ] |
| 2001年（平成13年） | 4,703            | 2,376            | [ 11 ] |
| 2002年（平成14年） | 4,805            | 2,425            | [ 12 ] |
| 2003年（平成15年） | 4,944            | 2,493            | [ 13 ] |
| 2004年（平成16年） | 4,690            | 2,376            | [ 13 ] |
| 2005年（平成17年） | 4,866            | 2,459            | [ 13 ] |
| 2006年（平成18年） | 4,892            | 2,470            | [ 13 ] |
| 2007年（平成19年） | 4,969            | 2,511            | [ 14 ] |
| 2008年（平成20年） | 4,951            | 2,511            | [ 14 ] |
| 2009年（平成21年） | 4,685            | 2,357            | [ 14 ] |
| 2010年（平成22年） | 4,758            | 2,390            | [ 14 ] |
| 2011年（平成23年） | 4,857            | 2,440            | [ 14 ] |
| 2012年（平成24年） | 5,027            | 2,525            | [ 15 ] |
| 2013年（平成25年） | 5,212            | 2,618            | [ 15 ] |
| 2014年（平成26年） | 5,438            | 2,732            | [ 15 ] |
| 2015年（平成27年） | 5,641            | 2,834            | [ 15 ] |
| 2016年（平成28年） | 5,711            | 2,869            | [ 16 ] |
| 2017年（平成29年） | 5,884            | 2,956            | [ 17 ] |
| 2018年（平成30年） | 6,035            | 3,032            | [ 18 ] |
| 2019年（令和元年） | 6,021            | 3,025            | [ 19 ] |
| 2020年（令和02年） | 5,003            | 2,493            | [ 20 ] |
| 2021年（令和03年） | 5,542            | 2,761            | [ 21 ] |
| 2022年（令和04年） | 5,915            | 2,952            | [ 21 ] |
| 2023年（令和05年） | 5,999            | 3,009            | [ 21 ] |
| 2024年（令和06年） | 6,377            |                  | [ 7 ]  |

## 駅周辺

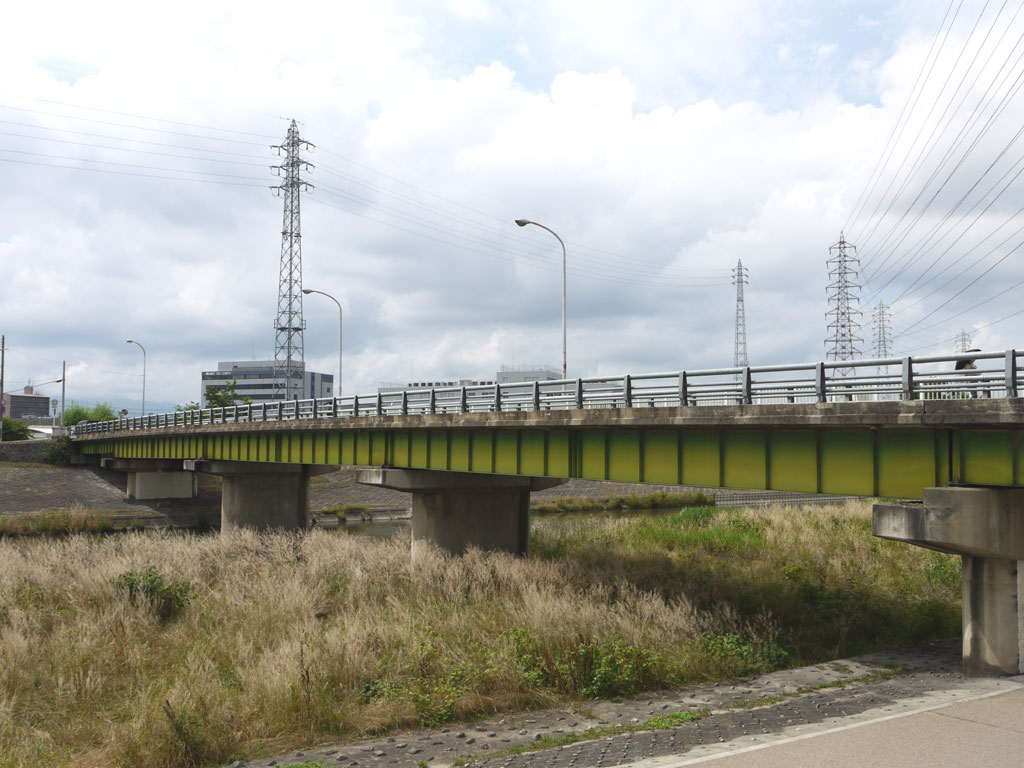
水鶏橋（2009年6月）

周辺には、複数の商業施設（ホームセンター、スーパーマーケットなど）がある。
- 鴨川
- 京都市営地下鉄竹田車庫
- 近畿運輸局京都運輸支局本庁舎
- 軽自動車検査協会大阪主幹事務所京都事務所
- 京都拘置所
- 京都下川原郵便局
- 村田機械本社
- 龍谷大学深草キャンパス - 駅名標に「龍谷大学前」の表示が掲出されている[22]。
- 京都府立京都高等技術専門校
- 京都府自動車学校
- 京都府道201号中山稲荷線
- 業務スーパー 伏見店
- 京都中央信用金庫 竹田支店

## バス路線
最寄りのバス停は、「竹田久保町」バス停である（徒歩5分程度）。
- 京都市営バス（市バス）
  - 81・特81系統 京都駅前行き / 横大路車庫前行き 他

## 隣の駅
京都市営地下鉄
 烏丸線
十条駅 (K13) - くいな橋駅 (K14) - 竹田駅 (K15)
- 括弧内は駅番号を示す。